# Indisk nationalkalender
Den indiske nationalkalender er den officielle kalender i Indien, også kaldet Shaka Samvat eller Saka Samvat. Kalenderen bruges også af Hinduer på Bali og Java. Kalenderen er 78 år og 9 måneder efter den gregorianske kalender. Kalenderen begynder kroningen af kong Gautamiputra Satakarni i 78.
| Tid | Spire Denne artikel om tid eller kalendere er en spire som bør udbygges. Du er velkommen til at hjælpe Wikipedia ved at udvide den. |